# Naidorf
Naidorf (del ruso: Найдорф) es un posiólok del raión de Dinskaya del krai de Krasnodar del sur de Rusia. Está situado en la orilla derecha del río Ponura, afluente del río Kirpili, 35 km al oeste de Dinskaya y 35 km al noroeste de Krasnodar, la capital del krai. Tenía 994 habitantes en 2010.
Pertenece al municipio Novovelichkovskoye.

## Historia
La localidad fue fundada por colonos alemanes de Rusia del vecino Dolinovskoye. Es llamada Neudorf ("nueva población") en dialecto suabo.